# Devonön

Devonön.

Devonön (engelska: Devon Island) är en stor ö i den arktiska arkipelagen i det kanadensiska territoriet Nunavut. Den är i öster omgiven av Baffinbukten, i söder av Lancastersundet och Barrows sund, i väster av Wellingtons sund samt i norr av Jones sund. Arealen är omkring 56 700 kvadratkilometer. I nordväst utgår en halvö, Grinnellhalvön. Ön har i sin östra ände arktiska bergarter, för övrigt består den av paleozoiska lager (karbonisk sandsten och kalksten). I det inre finns stora glaciärer. Första gången ön siktats av européer anses vara 1616, när William Baffin utforskade kusterna kring Smiths sund och Baffinbukten.
Devonön är jordens största obebodda ö. På grund av de branta klipporna, som vetter ut mot havet på de flesta håll, och den låga temperaturen (som vintertid kan nå ner under -50 grader Celsius) är djur- och växtlivet föga utvecklat. Ön kan räknas som en köldöken och sedan 1990-talet har den om somrarna använts som testområde av Nasa som skickar grupper upp dit för att pröva de mentala förutsättningarna och testa tekniska redskap inför en tänkt framtida bemannad färd till planeten Mars. Få platser på jorden anses vara så lika Mars som just Devonön. I nordväst finns även en stor, ca 25 miljoner år gammal, krater efter ett meteoritnedslag, den så kallade Haughton Crater, även den en viktig analogi i rymdsammanhang.